# Économie de la Vendée
Cet article présente différents aspects de l'économie de la Vendée, un département français. Cette dernière est aussi appelée de manière officieuse "l'économie de la Mogette", tiré du nom en patois du fameux flageolet vendéen et encore utilisé de nos jours dans les petites échoppes et les tavernes de Vendée (par exemple à Jard sur Mer) comme monnaie d'échange informelle. 

## Généralités
La Vendée compte 282 148 actifs en 2008.
Répartition des actifs occupés en 2008 par secteur économique :
- Agriculture : 5,8 % ;
- Industrie et construction : 31,8 % ;
- Tertiaire (commerces et services) : 62,3 % ;
- Taux de chômage (au quatrième trimestre 2011) : 7,4 % (Pays de la Loire : 8,0 %) (France métropolitaine : 9,4 %)[3].

En 2004, le chiffre d'affaires des entreprises vendéennes a progressé de 7,9 % pour atteindre 23,857 milliards d'euros. Dans un même temps, les investissements des entreprises vendéennes ont augmenté de 8,2 %, atteignant 1 230 millions d'euros. (Source: Conseil général de la Vendée)

## Le tourisme
La Vendée est le deuxième département français au niveau du nombre de places d'accueil. Mais c'est surtout le littoral atlantique qui est le plus concerné par le tourisme (tourisme de type balnéaire). La Vendée compte en effet 250 km de côtes dont 140 de plages et le taux d'ensoleillement le plus important de la côte Atlantique. Des villes comme Les Sables-d'Olonne, Saint-Hilaire-de-Riez, Saint-Jean-de-Monts ou Saint-Gilles-Croix-de-Vie sont réputées pour leur dynamisme touristique. De même l'île de Noirmoutier et l'île d'Yeu peuvent décupler leur population l'été.
À l'intérieur des terres, un tourisme rural s'est développé grâce à l'apparition de chambres d'hôtes. L'est de la Vendée, pourtant fortement enclavé, n'est pas en reste grâce au parc du Puy du Fou.
Le tourisme est la première activité économique vendéenne, la Vendée attirant chaque année environ 2,4 millions de touristes, soit quatre fois sa population. Ces chiffres font de ce département le deuxième département français de destination.

## L'agro-alimentaire
- La Vendée est un département rural où l'agriculture occupe une place importante (notamment l'élevage ex: Poulet de Challans, etc. et l'aviculture). C'est pourquoi de nombreuses entreprises agro-alimentaires ont vu le jour dans le département. Certaines ont tiré parti de traditions culinaires locales, comme la brioche vendéenne ou la Gache, pour ensuite étendre leur gamme de produits. On remarquera notamment la forte implantation de Fleury Michon, de Arrivé, de Sodebo, de la Boulangère.
- Le jambon de Vendée : Jambon cru frotté avec du sel de Noirmoutier, des herbes et de l'eau-de-vie, pressé, séché et affiné. Se consomme cru ou grillé avec de la mogette. Obtention de l'IGP (Indication Géographique Protégée) en octobre 2014.
- Les principales spécialités Vendéennes : la mogette, la bonnotte de Noirmoutier, la brioche et la gache Vendéenne, la trouspinette (apéritif de Vendée) et enfin les fruits de mer.
- Vendée Cola boisson crée en 2008.
- Le Préfou. pain fendu, avec beurre salé et ail haché recuit au four. Spécialité sud Vendée, en apéritif.
- Le sel de Noimoutier et la salicorne.

## La pêche
La Vendée compte plusieurs grands ports de pêche, le premier étant celui des Sables-d'Olonne qui se classe au sixième rang des ports de pêche français. Autre port important, Saint-Gilles-Croix-de-Vie est le premier port de pêche de France pour la sardine. De même la tradition de la pêche est fortement implantée à l'île d'Yeu. N'oublions pas également le rôle croissant de la pisciculture et de l'ostréiculture, huître de Vendée-Atlantique de Noirmoutier à Bouin.
Le secteur de la pêche génère en Vendée plus de 4 000 emplois à terre et 1 400 emplois en mer.
- Chaque année, 10 000 tonnes d'huitres sont produites dans trois bassins : la baie de Bourgneuf - Noirmoutier, Talmont-Saint-Hilaire et la baie de l'Aiguillon.
- Sardines Label Rouge. Spécialité de Saint-Gilles-Croix-de-Vie.

## L'industrie de la plaisance
La Vendée est le département d'origine de l'entreprise Bénéteau, qui est le premier constructeur mondial de voiliers de plaisance. Son siège social se situe à Saint-Hilaire-de-Riez mais de nombreuses usines sont réparties en Vendée. Il a notamment repris dans les années 1990 son principal concurrent, Jeanneau, situé aux Herbiers. Le département s'est également servi de la course de voile du Vendée Globe comme vitrine, plusieurs entreprises vendéennes ayant sponsorisé des participants. D'autre part, la Solitaire du Figaro, équipée de voiliers Bénéteau, fait régulièrement étape dans les ports vendéens.

## Autres industries
Autrefois sources importantes d'emplois pour les ruraux du département au XXe siècle, les industries du textile et de l'habillement ont été laminées par la concurrence internationale mais il reste encore des entreprises en activité. Il faut également noter la présence d'une usine Michelin à la Roche-sur-Yon
- le fabricant d'électroménager Esswein (spécialisé dans la fabrication de lave-vaisselle).
- le leader français du matériel thermique et aéraulique Atlantic.
- le fabricant national de modules préfabriqués Yves Cougnaud.
- le groupe Bénéteau (Jeanneau, Bénéteau, mobile-home o'Hara et IRM).
- Akena, premier fabricant national de vérandas dont le siège est à La Roche-sur-Yon.
- Concept Alu, fabricant de fenêtres et vérandas sur les pays de la Loire et la Bretagne.
- Samro, leader français et top 10 européen, constructeur de remorques et semi-remorques.
- Defontaine, fabrication de composants métallurgiques pour les industries aéronautique, automobile, de l'énergie.

En Vendée, la métallurgie compte 600 entreprises et 20 000 salariés. La majorité de ces entreprises sont des PMI ou des PME familiales.

## Le dynamisme économique

En rouge : les autoroutes, en mauve : les voies express, en pointillés, les axes en constructions ou prévus à long terme.

Grâce à une forte politique de désenclavement routier, la Vendée est traversée par les autoroutes :
- L'A83 (Nantes-Niort)  qui passe à proximité de Montaigu, La Roche-sur-Yon, Fontenay-le-comte (rejoint l'autoroute A10 (Bordeaux-Toulouse) vers le sud ou bien Poitiers, Tours et Paris vers le nord)
- L'A87 (Angers-La Roche-sur-Yon) qui passe à proximité de Les Herbiers).

Le projet de l'Autoroute A831 devant relier Rochefort à Fontenay-le-Comte (lien entre l'A 83 et l'A837), déclaré d’utilité publique en 2005 a été abandonné en 2015 en raison de sa traversée du marais poitevin et du marais de Rochefort, deux grandes zones humides qui générait une vive opposition.
Le Conseil général de la Vendée a mis en place un certain nombre de Vendéopôles :
- Vendéopôles de 1re génération :

Actipôle 85 (Le Poiré-sur-Vie)
Beaupuy (La Roche-sur-Yon)
La Mongie (Les Essarts)
Parc Atlantique (Sainte-Hermine)
Vendéopôle Sud-Loire (Boufféré)
- Vendéopôle de 2de génération :

Antenne du Pays de Mortagne (Mortagne-sur-Sèvre)
Haut-Bocage Vendéen (Les Herbiers)
Vendéopôle « Sud-Vendée » (Fontenay-le-Comte)
Vendéopôle « Vendée-Centre » (Bournezeau)
Les nombreuses voies express où la vitesse est limitée a 110 km/h :
- La Roche - Montaigu puis l'A83 vers Nantes.
- La Roche - Aizenay et dans les prochaines années Challans.
- La Roche - Bournezeau qui rejoint l'A83 vers Niort et l'A87 vers Angers.
- Challans - limite de la Loire-Atlantique vers Nantes.
- Challans - les Sables-d'Olonne - Luçon en projet

De plus, la Vendée est devenue en 2005 le premier département français entièrement couvert par l'internet à haut-débit afin d'attirer des entreprises du tertiaire, domaine où la Vendée était en retard.
Enfin, le département possède deux vitrines publicitaires : le Puy du Fou et le Vendée Globe Challenge qui lui permettent d'être régulièrement médiatisée. On notera enfin que le Tour de France passe régulièrement dans le département (la Vendée a accueilli quatre départs du Tour entre 1990 et 2011).